# Adam Masłowski
Adam Masłowski herbu Samson (zm. w 1706 roku) – stolnik wieluński w latach 1690-1706, podstoli wieluński w latach 1686-1690, komornik graniczny, podstarości i sędzia grodzki wieluński.
Poseł sejmiku ziemi wieluńskiej na sejm konwokacyjny 1696 roku.